# محراث يدوي

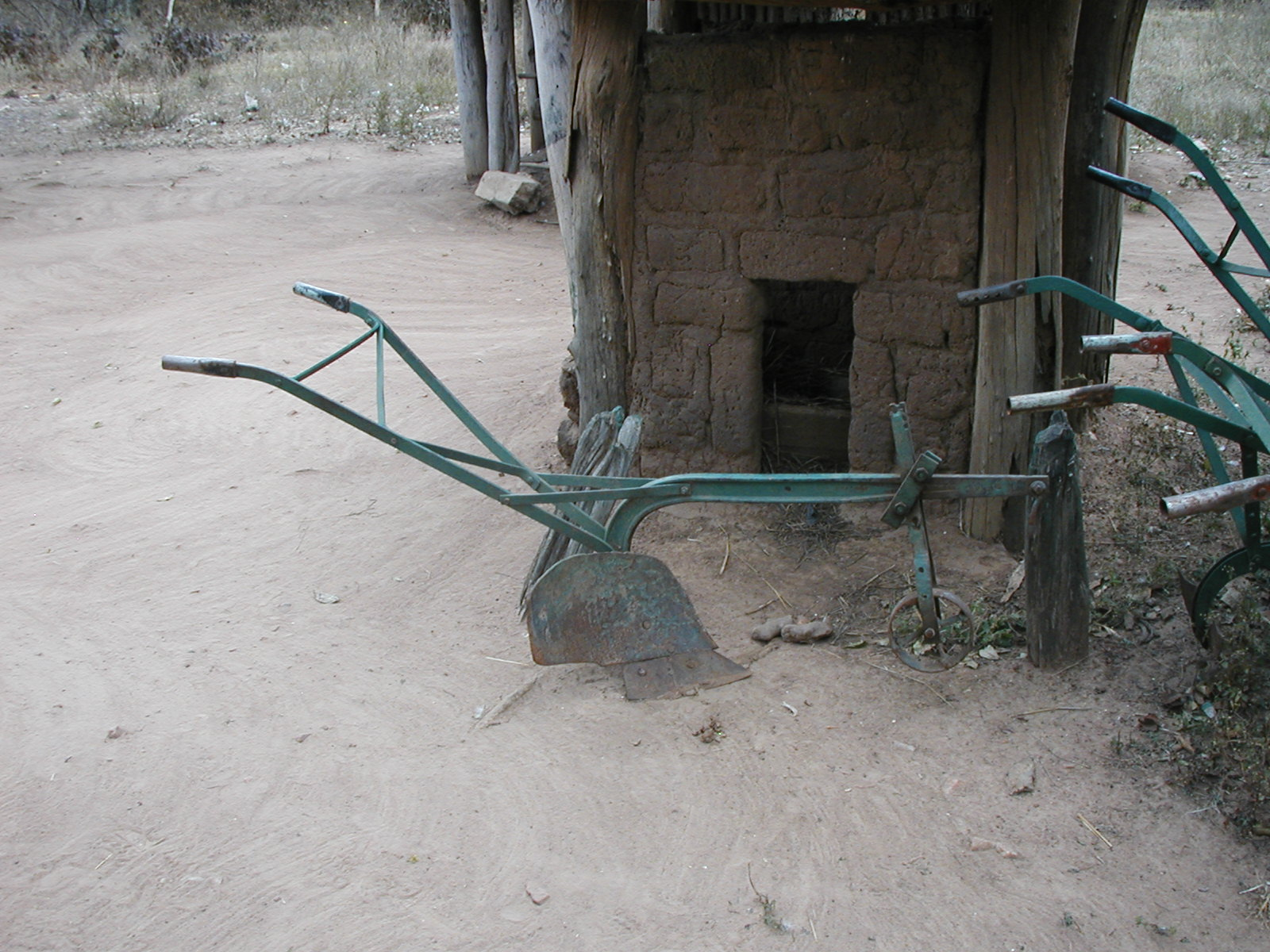
محراث يدوي، مصنوع من المعدن، وله عجلة في المقدمة.

المحراث اليدوي هي أداة زراعية مصممة لحراثة التربة، بطريقة بسيطة، وذالك بواسطة اليد.

## أنواع المحاريث اليدوية
يوجد عدة أنواع من المحاريث اليدوية:
- محاريث يدوية تعمل بالوقود.
- محاريث يدوية تعمل الكهرباء.
- محاريث يدوية تعمل بحركة الإنسان.